# Dilston
Dilston lub Devilstone – przysiółek w Anglii, w Northumberland, w dystrykcie (unitary authority) Northumberland, w civil parish Corbridge. Leży 55 km od miasta Alnwick, 27.8 km od miasta Newcastle upon Tyne i 405.4 km od Londynu. W 1951 roku civil parish liczyła 303 mieszkańców.